# Distretto di Lamas
Il distretto di Lamas è uno degli undici distretti  della provincia di Lamas, in Perù. Si trova nella regione di San Martín e si estende su una superficie di 79,82 chilometri quadrati.

Ha per capitale la città di Lamas e contava 14.092 abitanti al censimento 2005.